# 內閣人事局
內閣人事局（日语：／ Naikaku Jinji kyoku */?）是2014年（平成26年）5月30日成立的日本內閣官房內部部局之一。

## 概要
內閣人事局是依據內閣法，於內閣官房設置的內部部局之一（內閣法21條1項）。2013年（平成25年）第185回國會（臨時會）由內閣提出、2014年（平成26年）第186回國會（常會）通過成立「國家公務員法等部分改正法律」（平成26年4月18日法律第22號）修正內閣法，同年5月30日設立。
國家公務員的人事為內閣權限與責任（日本國憲法73條4號）。但是現實上內閣無法完成任命所有國家公務員人事，因此內閣總理大臣命國務大臣中「各省之長」（行政機關首長）各省大臣（國家行政組織法5條1項）對各行政機關職員國家公務員行使任命權，利用行政機構的組織和人員來評估個人的才能和能力實施人事（國家公務員法55條1項）。因此，內閣總理大臣與國務大臣等政治家實際上任命的人事僅限於多由政治家出任的副大臣與大臣政務官、內閣官房副長官與內閣總理大臣補佐官等職務，各省事務次官為首的一般職國家公務員（即所謂的事務方）人事考慮到事務方的自主性與無黨派性（非政治性），政治家不應干預。原先，各省人事全以事務方主導，政治家可能成為官僚的傀儡，形成嚴重的垂直行政（官僚本位主義）弊害。對此，各省幹部人事改由內閣總理大臣為中心的內閣統一處理，實現政治主導的目標。2008年（平成20年）制定的國家公務員制度改革基本法11條規定內閣官房設置內閣人事局。該法也表示「本法律施行後一年以內完成」，但在歷經波折後才於六年後的2014年（平成26年）完成內閣人事局設置。
內閣人事局是「作為國家公務員人事管理的戰略中樞組織」，負責（1）幹部職員人事統一管理、（2）從整體政府觀點推動國家公務員人事行政之相關事務、（3）行政機關的機構、員額管理與級別名額等相關事務等。

## 組織
- 局長　1人（內閣總理大臣指名一位內閣官房副長官出任。）
- 人事政策統括官　3人（其中一人由相關職務兼任。）
- 內閣審議官
- 內閣參事官

## 歷代國家公務員制度擔當大臣、歷代內閣人事局長

### 歷代國家公務員制度擔當大臣
| 1 | 稻田朋美 | 2014.5.30 - 2014.9.3   | 國務大臣（公務員制度改革擔當）                              | 自由民主黨政務調查會長       |
| 2 | 有村治子 | 2014.9.3 - 2014.12.24  | 參議院議員                                                  |                              |
| 3 | 有村治子 | 2014.12.24 ‐ 2015.10.7 | 參議院議員                                                  |                              |
| 4 | 河野太郎 | 2015.10.7 - 2016.8.7   | 眾議院議員                                                  | 自由民主黨行政改革推進本部長 |
| 5 | 山本幸三 | 2016.8.7 - 2017.8.3    | 眾議院議員                                                  |                              |
| 6 | 梶山弘志 | 2017.8.3 - 2017.11.1   | 眾議院議員                                                  |                              |
| 7 | 梶山弘志 | 2017.11.1 ‐ 2018.10.2  | 眾議院議員                                                  |                              |
| 8 | 宮腰光寛 | 2018.10.2 - 2019.9.11  | 內閣總理大臣補佐官（故鄉創生 推進及農林水產物輸出振興担当） |                              |
| 9 | 武田良太 | 2019.9.11 -            | 眾議院議員                                                  |                              |

### 歷代內閣人事局長
| 代 | 姓名       | 在任期間              | 前職                         | 後職                                |
| -- | ---------- | --------------------- | ---------------------------- | ----------------------------------- |
| 1  | 加藤勝信   | 2014.5.30 - 2015.10.7 | 自由民主黨總裁特別補佐       | 一億總活躍擔當大臣 綁架問題擔當大臣 |
| 2  | 萩生田光一 | 2015.10.7 - 2017.8.3  | 自由民主党總裁特別補佐       | 自由民主黨幹事長代行                |
| 3  | 杉田和博   | 2017.8.3 -            | 內閣危機管理監内閣危機管理監 |                                     |

## 沿革

### 福田政權

#### 提議創設內閣人事廳

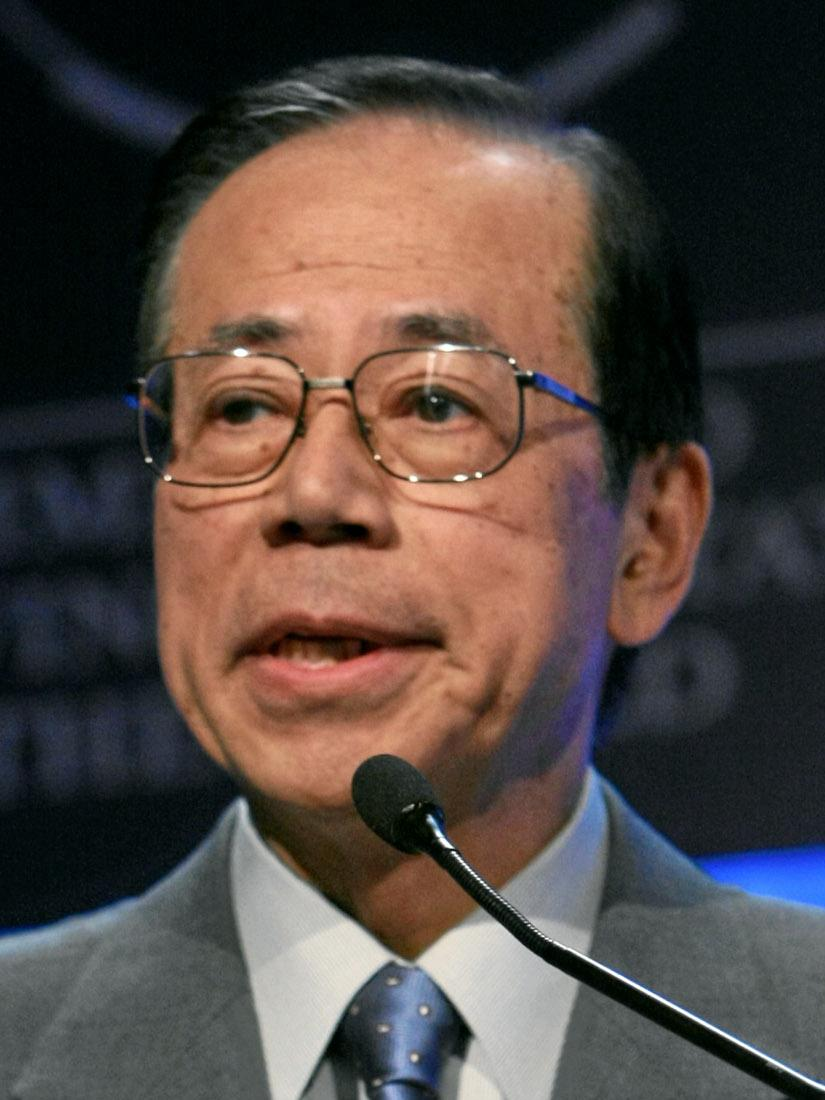
福田康夫

安倍政權在內閣總理大臣下設置（2007年7月12日）的「公務員制度綜合改革懇談會」一直在研究國家公務員人事制度問題。福田內閣上任後的2008年2月，懇談會提出報告書建議創設統一管理國家公務員人事的「內閣人事廳」。
該報告書將內閣人事廳定為是負責國家公務員的人事管理，對國民有說明責任的機關。內閣人事廳的業務不僅包含綜合職的採用與分配，也包含幹部候補培養與管理職以上人事調整、指定職適任性審查等，並將總務省人事、恩給局與人事院相關機能併入內閣人事廳。此外，內閣人事廳首長為國務大臣。

#### 閣議決定

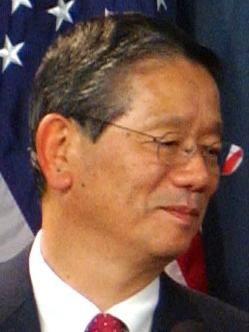
町村信孝

福田康夫收下報告書後表示「將打造一個可讓胸懷大志的人材擔任國家公務員的制度」，「對其具體化積極研擬」。
但是內閣官房長官町村信孝則認為「閣僚人事權被削弱」，對此表示懐疑。行政改革擔當大臣兼公務員制度改革擔當大臣渡邊喜美表示「首相與我就改革的基本方向達成一致」，福田也表示「渡邊的想法和我一致」，最後同意提出新設內閣人事廳的國家公務員制度改革基本法案。
2008年4月3日，國家公務員制度改革基本法案取得執政黨同意，同年4月4日，福田康夫內閣閣議通過。

#### 國家公務員制度改革基本法案的成立
政府在第169回國會提出國家公務員制度改革基本法案。但參議院由反對黨擁有多數席次，加上執政黨內亦有異議，使得反對聲浪極大。但在福田表達強硬立場後，執政黨與民主黨之間同意法案修正協議，2008年6月6日獲得多數贊成。這次修正將新創設機關從「內閣人事廳」改為內閣官房內部組織「内閣人事局」。法律在2008年6月13日公布施行。

### 麻生政權

#### 擱置內閣人事局

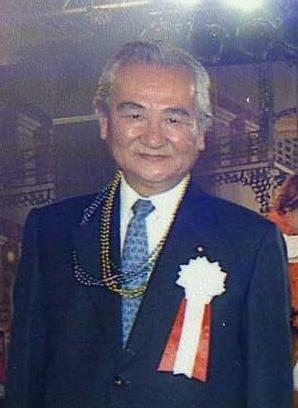
中馬弘毅

國家公務員制度改革基本法表示法律施行後一年以內完成內閣人事局設置相關法律，預定在2009年度中完成。在福田改造內閣總辭後，繼任內閣總理大臣麻生太郎與自由民主黨行政改革推進本部本部長中馬弘毅同意在2009年度中設置。但在2008年11月，麻生內閣決定放棄在2009年度中設置內閣人事局。2008年11月28日，行政改革擔當大臣兼公務員制度改革擔當大臣甘利明召開緊急記者會表示「（內閣人事局的設置）不適合硬加進21年度的預算」，正式擱置成立案。

#### 引發議論

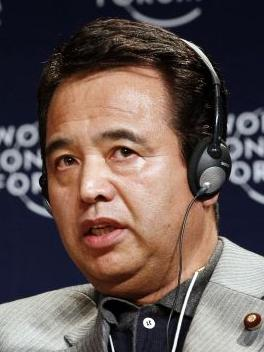
甘利明

麻生內閣的公務員制度改革引起批判。國家公務員制度改革推進本部顧問會議顧問屋山太郎表示「首相把公務員制度改革丟給甘利明行革相」，指責「麻生不了解問題本質，甘利想逃避。這樣救不了日本」等。2009年1月15日，甘利在國家公務員制度改革推進本部顧問會議中表示「我對於改革的推進有信心，哪裡都不會逃跑」，屋山則列舉麻生內閣的問題點表示「我不相信無聲的行革擔當相。只想逃避」。

#### 改革工程表的決定

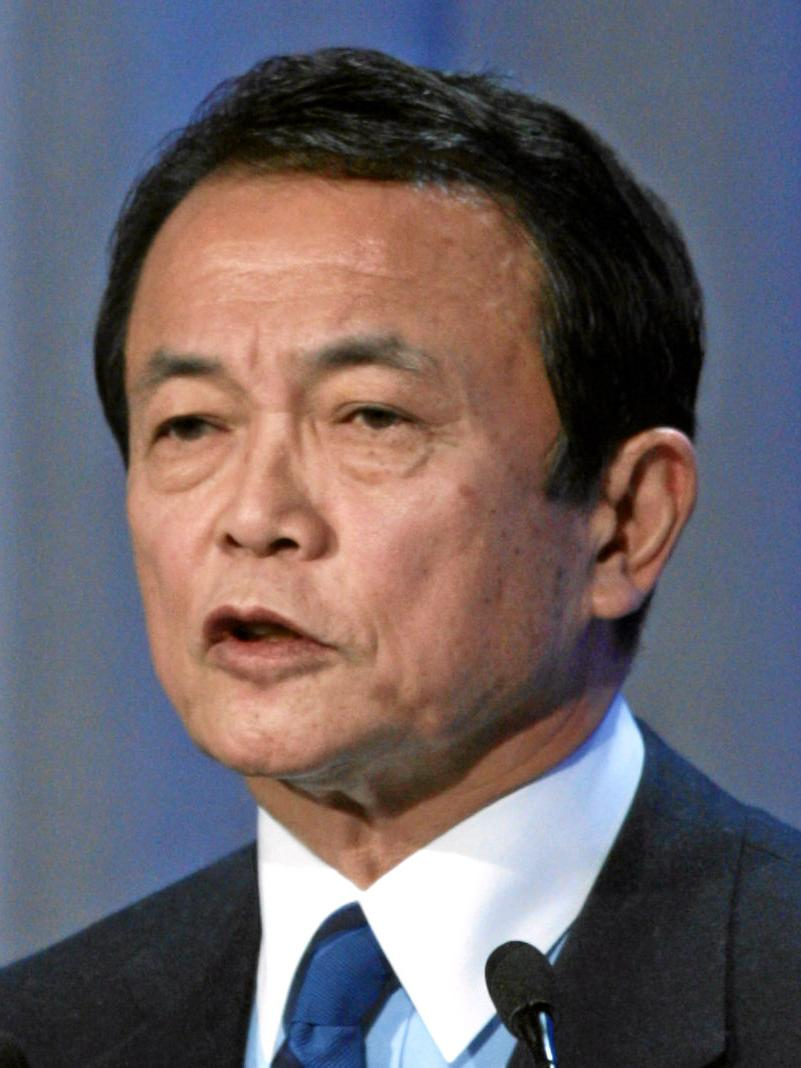
麻生太郎

2009年2月3日，由麻生太郎擔任本部長的國家公務員制度改革推進本部，決定新公務員人事制度的改革工程表。該改革工程表將新設機關不只合併人事院機能，並管理總務省行政管理局。該組織名稱也從「內閣人事局」改為「內閣人事、行政管理局」。此外，內閣人事、行政管理局首長原規劃由內閣官房副長官兼任，因引起反對而廢除。之後，內閣人事、行政管理局首長改為大臣政務官級。
人事院總裁谷公士對此表示「此案已超過公務員制度改革基本法的範圍。我強烈擔心（公務員）無法實現源自日本國憲法第15條的重要機能，限制勞動基本權利的代償機能也會受到損害」，對於未能採納人事院意見表示遺憾。

#### 執政黨的反彈
工程表將總務省行政管理局移交給內閣人事、行政管理局，因此新組織不僅管理公務員人事，也將管理個人資訊保護與資訊公開制度。執政黨方面則認為內閣人事、行政管理局將有肥大化的問題，自由民主黨行政改革推進本部對此表示反對。自由民主黨行政改革推進本部要求取消移交總務省行政管理局，新組織首長改由內閣官房副長官級出任。另還要求新組織名稱改回「內閣人事局」。
但對於新組織首長由內閣官房副長官級出任一事，內閣官房副長官漆間巖則表達反對「（公務員人事）由政治家來做合適嗎」。

### 民主黨政權
2009年8月的第45屆日本眾議院議員總選舉，促成了以民主黨為中心的民社國連立政權（2010年5月起改為民國連立政權）。政權交替後，原來由自由民主黨政權推動的內閣人事局構想遭到擱置。

### 第2次安倍政權

#### 法案提出與在野黨的抵抗

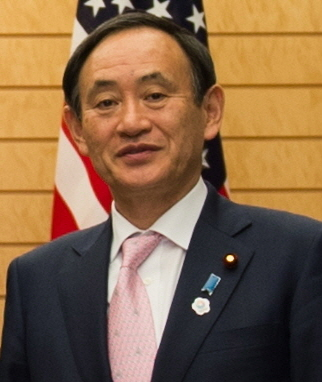
菅義偉

2012年的第46屆日本眾議院議員總選舉後，重返執政的自民黨第2次安倍內閣計畫在隔年2013年秋天臨時會提出內閣人事局新設法案，2013年6月國家公務員制度改革推進本部的會議中，內閣總理大臣安倍晉三表示要在2014年完成設置。
11月5日，閣議通過國家公務員制度改革法案，決定內閣人事局的人事對象為審議官級以上幹部職600人，局長為內閣官房副長官。11月22日法案進入眾議院審議，但民主黨、日本維新會、眾人之黨批評「政府組織增加並變得功能失調」並共同推出以廢除事務次官為核心的幹部國家公務員法案與政府案對抗。自民黨與在野黨由於無法取得修正協議，28日臨時會無法通過法案，政府方針改為2014年成立法案。

#### 法案成立與內閣人事局設置
12月3日，自民黨、公明黨、民主黨就國家公務員制度改革法案修正取得共識。2014年通常國會通過法案。2014年1月24日，公務員制度改革擔當大臣稻田朋美表示內閣人事局將在5月前設立。
5月30日，內閣人事局成立。原先初代局長內定由官僚杉田和博出任，但之後改為任命眾議院議員加藤勝信。前內閣參事官高橋洋一表示這次人事變更是由官房長官菅義偉為了推動政治主導所主導更換。

## 相關法令
內閣法（昭和22年1月16日法律第5號）
第12条　內閣設置內閣官房。
2　内閣官房負責以下列舉事項。
一〜六 省略
七　國家公務員相關制度的企劃及立案事務
八　國家公務員法（昭和22年法律第120號）第18條之2（包含獨立行政法人通則法（平成11年法律第103號）第54條之2第1項準用場合。）所規定之相關事務
九　國家公務員退休金制度事務
十　特別職國家公務員俸給制度事務
十一　國家公務員總人事費基本方針及人事預算分配方針的企劃及立案等調整事務
十二　第七號至前號所列事項之外的國家公務員人事行政相關事務（其他行政機關所掌事務除外。）
十三　行政機關機構及員額相關企劃及立案等調整事務
十四　各行政機關機構新設、修正及廢止等員額設置、增減及廢止等審査事務
第21條　內閣官房設置內閣人事局。
2　內閣人事局負責第12條第2項第7號至第14號所列事務。
3　內閣人事局設內閣人事局長。
4　內閣人事局長協助內閣官房長官、受命掌理局務，由內閣總理大臣於內閣官房副長官中指名出任。
國家公務員制度改革基本法（平成20年6月13日法律第68號）
（內閣人事局的設置）
第11條　政府，內閣官房除了以下列舉之增加事務外，內閣官房應設立內閣人事局處理相關事務，並為此採取必要的立法措施，無論第4條第1項之規定，都應在本法案執行後一年內完成。
一　內閣官房長官以政府整體角度處理國家公務員的人事管理，有向國民說明之責任，並負責第5條第4項所列之相關事務。
二　總務省、人事院等國家行政機關具有國家公務員人事行政相關機能，在讓內閣官房新機能能有效發揮的範圍內，可將相關業務移交內閣官房管轄。

## 外部連結
- 內閣官房內閣人事局 （页面存档备份，存于） - 內閣官房